# Phrynarachne bimaculata
Phrynarachne bimaculata är en spindelart som beskrevs av Tamerlan Thorell 1895. Phrynarachne bimaculata ingår i släktet Phrynarachne och familjen krabbspindlar.
Artens utbredningsområde är Myanmar. Inga underarter finns listade i Catalogue of Life.